# Человек из Флориды
«Человек из Флориды» (англ. Florida Man) — американский криминальный комедийный сериал Дональда Тодда с Эдгаром Рамиресом в главной роли. Вышел на Netflix 13 апреля 2023 года. Основан на интернет-меме «Мужчина из Флориды».

## Сюжет
Майк Валентайн работал в полиции, пока у него не начались проблемы с азартными играми. На этой почве он потерял работу и жену Айрис. С тех пор прошёл год. Майк серьёзно взялся за свою зависимость. Тем не менее, ему приходится работать на гангстера по имени Мосс Янков, чтобы закрыть свой долг. В основном Майк занимается тем, что присматривает за его девушкой Делли Уэст. В какой-то момент Делли сбегает от Мосса во Флориду. Мосс даёт Майку задание вернуть её. В этом случае долг Майка будет считаться погашенным, и он будет свободен. Майк неохотно отправляется из Филадельфии во Флориду. Всё дело в том, что он сам родом как раз из Флориды. Он сбежал оттуда, чтобы уйти от своего прошлого. Теперь же ему приходится возвращаться домой, где его ждут родственники и воспоминания о прошлом. Попутно Майк не может удержаться, чтобы не попытаться отыскать испанские сокровища, которые возможно находятся в грузовике, который провалился в неожиданно образовавшуюся в земле воронку.

## В ролях

### Основные
- Эдгар Рамирес — Майк Валентайн
- Энтони Лапалья — Сонни Валентайн
- Эбби Ли — Делли Уэст
- Отмара Марреро — Пэтси
- Лекс Скотт Дэвис — Айрис
- Эмори Коэн — Мосс Янков

### Второстепенные
- Кларк Грегг — помощник шерифа Кетчер
- Сибонгиле Мламбо — Клара
- Айзейя Джонсон — Бенни
- Пол Шнайдер — офицер Энди Бун
- Лорен Бульоли — Кейтлин Фокс
- Майкл Эспер — Дикон
- Леонард Эрл Хауз — Рэй-Рэй
- Изабель Гамерос — Тайлер
- Джуди Рейес — капитан Донна Дельгадо
- Марк Джеффри Миллер — Базз

## Производство
В июле 2018 года продюсер Майкл Костиган и Aggregate Films актёра Джейсона Бейтмана подписали многолетний производственный контракт с Netflix. Это была довольно крупная сделка для Netflix на тот момент. В апреле 2021 года стало известно, что Netflix отдали заказ на восьмисерийный сериал «Человек из Флориды» с Эдгаром Рамиресом в главной роли компании Aggregate Films. В августе этого года стал известен актёрский состав и четыре режиссёра, которые снимут по две серии каждый. Основной съёмочный процесс начался 10 августа 2021 года и должен был завершиться 16 ноября. Съёмки проходили в Уилмингтоне и Каролине-Бич в Северной Каролине. В начале декабря поступили сообщения, что съёмки всё ещё продолжаются. Премьера сериала состоялась 13 апреля 2023 года с семью эпизодами вместо первоначальных восьми.

## Приём
Критики прохладно приняли сериал. На сайте Rotten Tomatoes его рейтинг «свежести» составляет 22 % на основе 9 рецензий.

## Список эпизодов
| № | Название                                                                | Режиссёр         | Автор сценария              | Дата премьеры  |
| - | ----------------------------------------------------------------------- | ---------------- | --------------------------- | -------------- |
| 1 | «Самое настоящее место на Земле» «The Realest Goddamned Place on Earth» | Мигель Артета    | Дональд Тодд                | 13 апреля 2023 |
| 2 | «Добро пожаловать в ад, Майк» «Welcome to Hell, Mike»                   | Джулиан Фарино   | Никки Тоскано               | 13 апреля 2023 |
| 3 | «Цепная реакция» «The Chain»                                            | Джулиан Фарино   | Том Дж. Эстл                | 13 апреля 2023 |
| 4 | «Ещё один день» «One More Day»                                          | Хаифа аль-Мансур | Альваро Родригес            | 13 апреля 2023 |
| 5 | «Пожалуйста, не просыпайся» «Please Don’t Wake Up»                      | Хаифа аль-Мансур | Дональд Тодд                | 13 апреля 2023 |
| 6 | «Поговорим о кукурузе?» «Should We Talk About the Corn?»                | Кларк Грегг      | Рикрек Чайни                | 13 апреля 2023 |
| 7 | «Необратимые издержки» «Sunk Costs»                                     | Кларк Грегг      | Дональд Тодд и Том Дж. Эстл | 13 апреля 2023 |